# Bactriola
Bactriola is een kevergeslacht uit de familie van de boktorren (Cerambycidae). De wetenschappelijke naam van het geslacht werd voor het eerst geldig gepubliceerd in 1885 door Bates.

## Soorten
Bactriola omvat de volgende soorten:
- Bactriola achira Galileo & Martins, 2008
- Bactriola antennata Galileo & Martins, 2008
- Bactriola circundata Martins & Galileo, 1992
- Bactriola falsa Martins & Galileo, 1992
- Bactriola maculata Martins & Galileo, 1992
- Bactriola minuscula Fontes & Martins, 1977
- Bactriola paupercula Bates, 1885
- Bactriola vittulata Bates, 1885